# Identitat gràfica

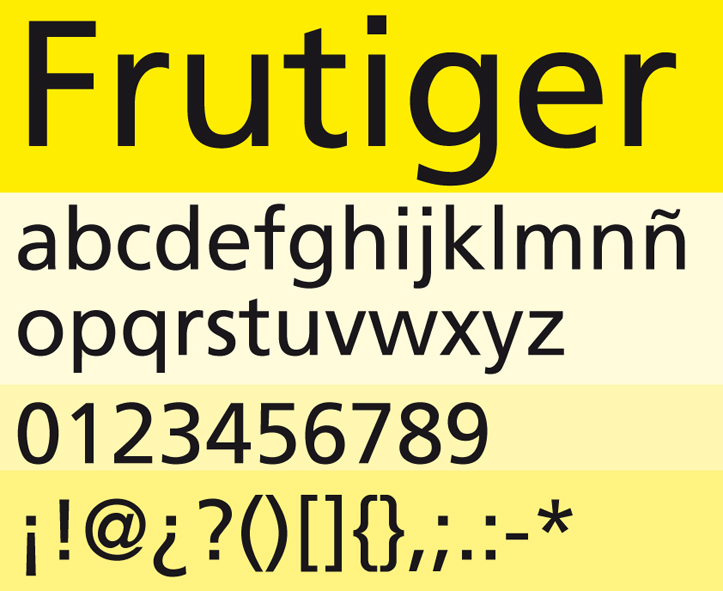
Tipografia Frutiger

La identitat gràfica designa una sèrie d'atributs d'un determinat subjecte (producte, empresa, institució, etc.). Aquests, assenyalen visualment els valors associats a una organització o producte, permet distingir productes o serveis i facilita la diferenciació de les parts d'un sistema d'elements. Una identitat gràfica ha de desenvolupar i implementar els següents codis d'identitat:
- Codi gràfic → elements gràfics i imatges.
- Codi tipogràfic → famílies tipogràfiques/ jerarquies/ marges.
- Codi cromàtic → paleta de colors.

Aquests codis es recullen en un programa d'identitat gràfica, que és l'instrument que garanteix una presència coherent i coordinada de la marca. Està format per una sèrie de regles que regulen l'aplicació de la marca a diferents materials, diferents mides i a situacions variades. Tot gran programa d'identitat gràfica es materialitza en un manual que documenta totes les seves aplicacions, de manera que qualsevol que entri en contacta amb l'organització i hagi d'aplicar algun element de la identitat gràfica, sàpiga com fer-ho.

## Signes identificadors bàsics

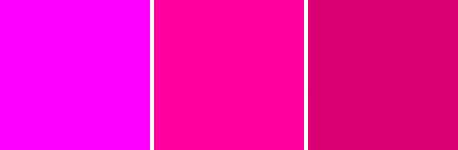
Colors Magentes RGB / Pantone / CMYK

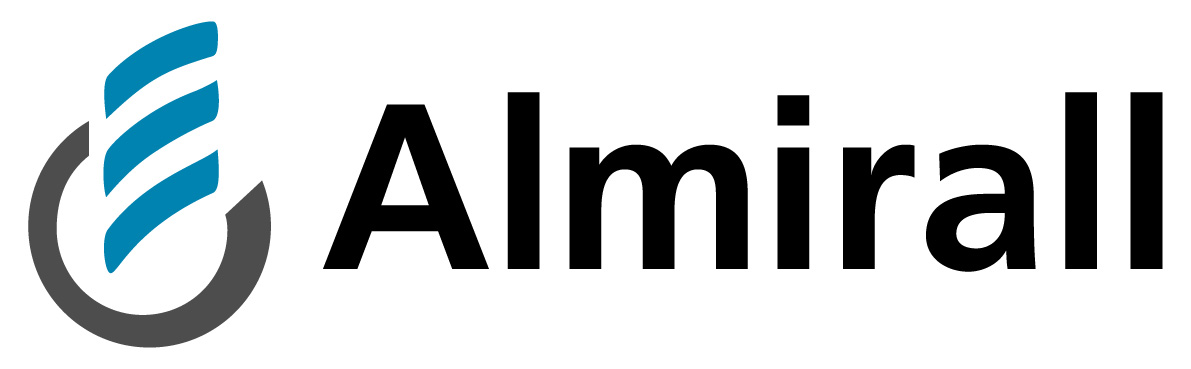
Marca Almirall formada per logotip + imagotip

Marca de la revista Marca formada per logotip

Monograma de l'Albrecht Dürer

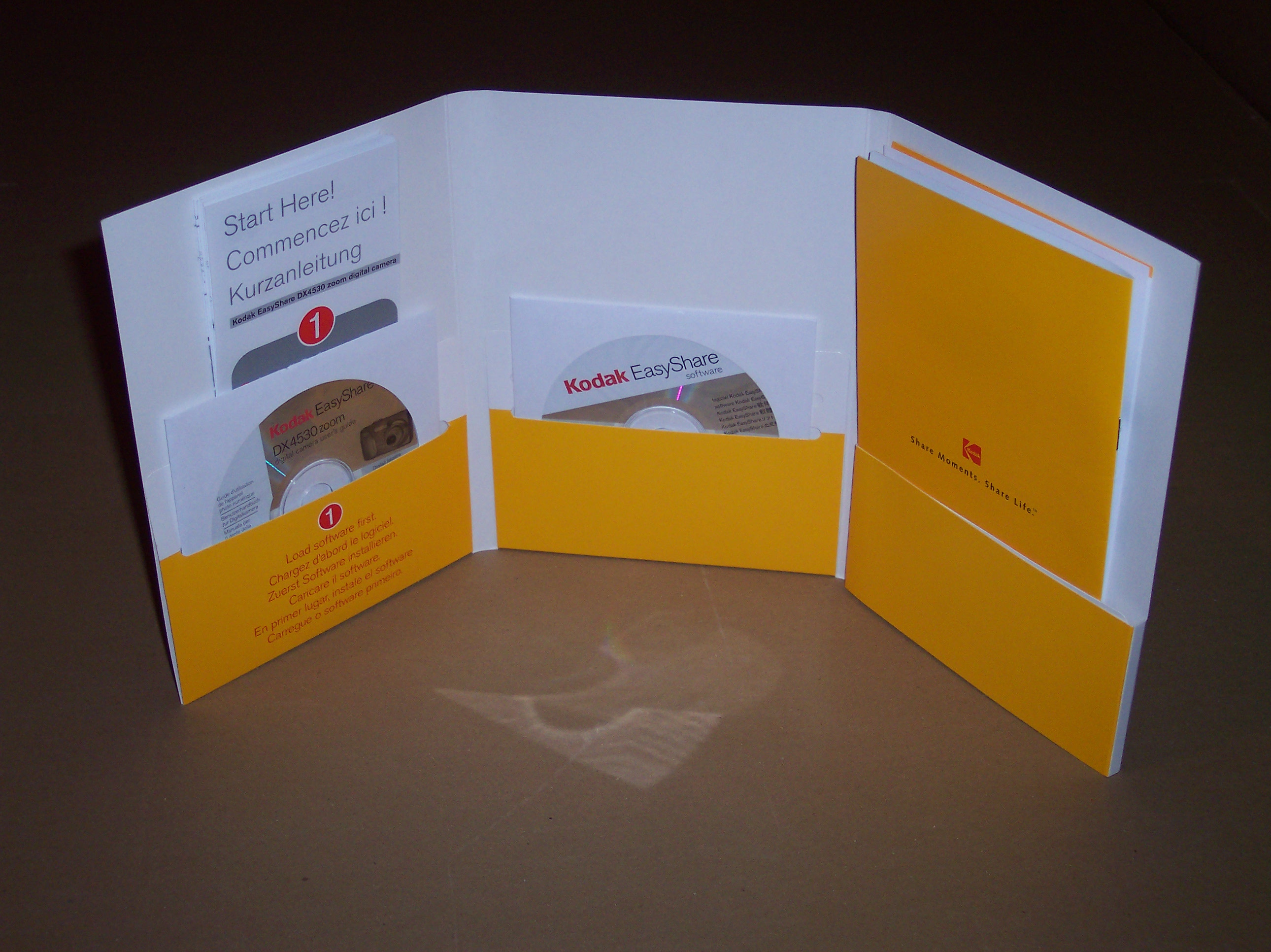
Carpeta

Aquests signes identificadors bàsics formen la marca que serà la referència per 
la identitat gràfica de qualsevol organització.
- El nom. Signe purament verbal. Els noms poden ser:
  - Descriptius: (exemples: Mondial Assitance, Caixa de Pensions, Museo Español de Arte Contemporáneo...)
  - Simbòlics: (exemples: Visa, Camel, Omega, Nestlé...)
  - Patronímics (ex: Lacoste, Mercedes Benz, Banco Herrer...)
  - Toponímics (ex: Banco de Santander, Aerolineas Argentinas...)
- Els logotips. La versió gràfica del nom de marca.
- Els monogrames. Dibuix o figura format amb dues o més lletres del nom, que s'utilitza com distintiu.
- Els imagotips. Signe no verbal que té la funció de millorar les condicions d'identificació. Es tracta d'imatge estables que permeten la identificació sense lectura. Són imatges amb l'únic requisit de diferenciació de la resta. Poden ser anagrames, mascotes, figures característiques de personatges, objectes, figures abstractes o composicions arbitràries sense significació o referències explícites.

## Aplicacions de la identitat gràfica corporativa
Algunes de les aplicacions de la identitat gràfica corporativa poden ser: 
- Papereria: corporativa i administrativa.
- Arquitectòniques: Sistemes senyalètics interiors, Identificació d'edificis corporatius, senyalització exterior, etc.
- Uniformes.
- Packaging: etiquetes i embalatges.
- Articles promocionals, marxandatge i publicitat en el lloc de venda (PLV).
- Transports.
- Aplicacions digitals: Portal d'Internet, CD's interactius, etc.
- Aplicacions editorials: fulletons corporatius o institucionals, catàlegs de productes, etc.